# Billy Simpson
William "Billy" Simpson (12 de dezembro de 1929 – 27 de janeiro de 2017) foi um futebolista norte-irlandês que atuava como atacante.

## Carreira
Simpson competiu na Copa do Mundo FIFA de 1958, sediada na Suécia, na qual a sua seleção terminou na sétima colocação dentre os 16 participantes.